# Mihailovca, Iampol
Mihailovca (în ucraineană Михайлівка, transliterat: Mîhailivka) este o comună în raionul Iampol, regiunea Vinița, Ucraina, formată numai din satul de reședință.

## Demografie
Componența lingvistică a satului Mihailovca
     Ucraineană (96,66%)
     Română (1,58%)
     Rusă (1,32%)
     Alte limbi (0,09%)
Conform recensământului din 2001, majoritatea populației satului Mihailovcaera vorbitoare de ucraineană (96,66%), existând în minoritate și vorbitori de română (1,58%) și rusă (1,32%).